# Підсвітка факела низькореакційного палива
Підсвітка (підсвічування) факела низькореакційного палива — розпалювання і стабілізація горіння низькореакційного палива високорекційним. Застосовується при розпалюванні пиловугільних котлів на ТЕС. Наприклад, підсвічування факела низькореакційного, тонкого вугілля (менше 100 мкм) у світовій та вітчизняній практиці здійснюють висококалорійним паливом — топковим мазутом або природним газом. Після розпалювання (доведення температури в ядрі факела до нормативної) факел підсвітки поволі зменшують або зовсім прибирають, залишивши тільки факел низькореакційного палива. В інших випадках, факел підсвітки залишають як стабілізуючий горіння низькореакційного палива.